# Plunk!
Plunk! is een Belgische gagstrip, getekend door Luc Cromheecke op scenario van Laurent Letzer.

## Inhoud
De strip gaat over het personage Plunk, een roze alien-achtig wezen met grote voeten en een groene trechter op zijn hoofd. Plunk had oorspronkelijk ook nog een strik en gaten in zijn neus zoals bij een gieter. De naam Plunk is een klanknabootsing van het geluid van een druppel water die op de grond valt.
De gags zijn woordloos.

## Publicatiegeschiedenis
Cromheecke en Letzer zaten in de jaren 80 samen op de Koninklijke Academie voor Schone Kunsten van Antwerpen, waarna ze samen de strip Tom Carbon creëerden. In 1989 schreven ze voor het Belgisch Stripcentrum een kort verhaal van twee pagina's, dat ging over een striptekenaar met een dagdroom waarin zijn fictieve personage Plunk een succes wordt. Zo ontstond deze stripreeks, die oorspronkelijk alleen was bedoeld als een grap voor educatieve doeleinden.
Deze eenmalige grap kwam echter terug. In 1990 werd deze stripfiguur een personage in Taco Zip, een andere strip van Cromheecke, in de publicatie in de Volkskrant. Vervolgens werden er korte animatiefilms met Plunk in de hoofdrol gemaakt voor het productiehuis van Zaki voor de zender VTM. Dit is echter niet doorgegaan.
Op een gegeven moment had scenarist Letzer meer tijd en besloten hij en Cromheecke om weer samen te werken aan een paar strips. Ongeveer tegelijkertijd vroeg uitgeverij Dupuis of ze een project hadden klaarliggen. Letzer en Cromheecke gingen met hun werk van het geannuleerde animatieproject naar Dupuis, waarna de uitgever akkoord ging. Vervolgens verscheen de strip tussen 2006 en 2009 regelmatig in hun stripblad Spirou. Dupuis gaf de gags ook uit in 3 albums. Daarnaast verscheen de strip in 2009 en 2010 ook in het Nederlandse stripblad Eppo. Ook verscheen deze strip in Myx, het Arabische blad Majid en een Chinees tijdschrift.
In 2020 werden deze gags gebundeld in een Chinese integraal. Een jaar later volgde een Nederlandse integraal. De integraal bevat vijftien gags, die niet eerder in albumvorm verschenen.

## Albums
Er verschenen drie albums bij Dupuis. De eerste twee verschenen in het Frans en in het Nederlands. In 2011 gaf Strip2000 het derde album in het Nederlands uit en in 2014 gaven ze de eerste twee albums opnieuw uit.
In 2015 verschenen de albums ook in het Chinees.
| Nr. | Originele titel   | Titel              | Uitgavejaar album |
| --- | ----------------- | ------------------ | ----------------- |
| 1   | I love Plunk!     | I love Plunk!      | 2007              |
| 2   | 100% pure Plunk!  | 100% pure Plunk!   | 2007              |
| 3   | Génération Plunk! | De Plunk generatie | 2009              |

### Integraal
Uitgeverij Oogachtend gaf een integraal uit.
- Director's Cut (2021)

## Waardering
- In 2007 werd het eerste album genomineerd voor een Stripschappenning.[12]
- In 2008 werd het tweede album genomineerd voor een Stripschappenning.[13]
- Er staat van deze strip een bronzen standbeeld in Kapellen.[14] Het standbeeld werd gemaakt door Joris Peeters.[15] Dit beeld werd in 2012 onthuld.[16][17]
- In Kapellen bevindt zich ook een stripmuur van Plunk![15]
- In juli 2015 werd een houten standbeeld gemaakt, die in het Arboretum Kalmthout staat. Het beeld werd gemaakt door Pol Trekker.[15]
- In 2015 ontving tekenaar Cromheecke de Bronzen Adhemar voor zijn werk.

## Plastieken Plunk
De Plastieken Plunk is een Belgische stripprijs die jaarlijks uitgereikt wordt sinds 2004 door Pulp deLuxe en Plots stripmagazine. De prijs beloont de beste korte strip. Oorspronkelijk noemde het de Grote Prijs voor de Kortstrip, maar in 2008 werd het hernoemd naar Plastieken Plunk, naar het hoofdpersonage van deze stripreeks. De Vlaamse Onafhankelijke Stripgilde zou de prijs later mee organiseren.